# أسطول البحر الأسود

الشعار الكبير لأسطول البحر الأسود

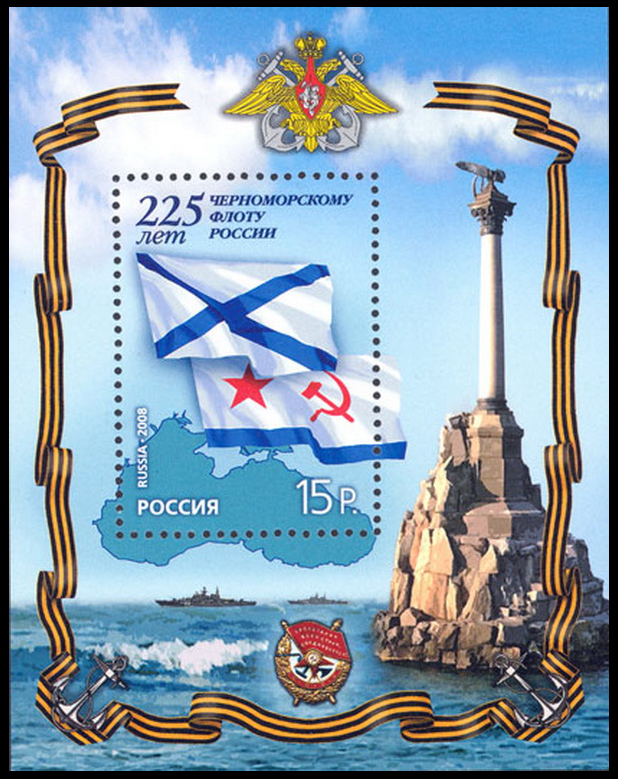
طابع بريدي يحيي ذكرى مرور 225 سنة من تأسيس أسطول البحر الأسود

أسطول البحر الأسود (بالروسية:Черноморский флот) هو وحدة فرعية ضخمة في البحرية الروسية، وسابقا في البحرية السوفيتية. نطاق عمليات الأسطول في البحر الأسود والبحر الأبيض المتوسط منذ القرن الثامن عشر. ترسو سفن الأسطول في عدة موانئ على البحر الأسود وبحر آزوف.

## المهام
توكل إلى الأسطول الروسي في البحر الأسود مهمة تأمين حدود روسيا الجنوبية.

## تشكيلات اسطولالبحر الاسودالروسي
يضم أسطول البحر الأسود الروسي:
- غواصات الديزل الكهربائية (تعمل بالطاقة الكهربائية بالإضافة للديزل).

- سفن قادرة على العمل في البحار البعيدة والقريبة.

- طائرات حاملة للصواريخ وطائرات مخصصة لمكافحة الغواصات ومقاتلات.

- وحدات قوات خفر السواحل.

- سفينة قائد الأسطول — طراد «موسكو» الصاروخي من فئة 1164 : يتواجد في الطراد قائد الأسطول البحر الأسود ورئاسة الأركان ومقر القيادة المزود بوسائط الإدارة والسيطرة. ويتواجد في مقر القيادة ضباط الاتصال من وحدات الأسطول والقوات البرية والقوات الجوية.

تم إنزال طراد «موسكو» إلى الماء في عام 1982. دخل الخدمة في أسطول البحر الأسود بعد عام من إنزاله إل الماء.

أسلحة الطراد:

- 1×2 آلة المدفعية «أ كا-130» عيار 130 ملم.

- 16 قاذف صواريخ من منظومة «بازالت» (16 صاروخ «بي-500»)

- 2×12 قاذف قنابل «إر بي أو-6000».

- 6 مدافع سداسية الماسورة «أ كا-630» عيار 30 ملم (16000 طلقة).

- 2×2 قاذف صواريخ «زي إي إف-122» من منظومة الصواريخ المضادة للطائرات "أوسا-إم أ" (48 صاروخ «9إم33»).

- 8×8 قواذف صواريخ «بي-204» من منظومة الصواريخ المضادة للطائرات «إس-399إف ريف» (64 صاروخ «5في 55»).

- 2×5 قواذف طوربيدات عيار 533 ملم.

- 1 مروحية "كا-27" لمكافحة الغواصات المعادية.

- السرعة القصوى: 32 عقدة.

- الطاقم: 510 أشخاص.

- الحمولة: 11280 طنا.